# Lovětín obec
Lovětín obec – przystanek kolejowy w miejscowości Lovětín, w kraju południowoczeskim, w Czechach Znajduje się na wysokości 480 m n.p.m.
Na stacji nie ma możliwości zakupu biletów, a obsługa podróżnych odbywa się w pociągu.

## Linie kolejowe
- 228 Jindřichův Hradec - Obrataň